# Cathrin Kahlweit

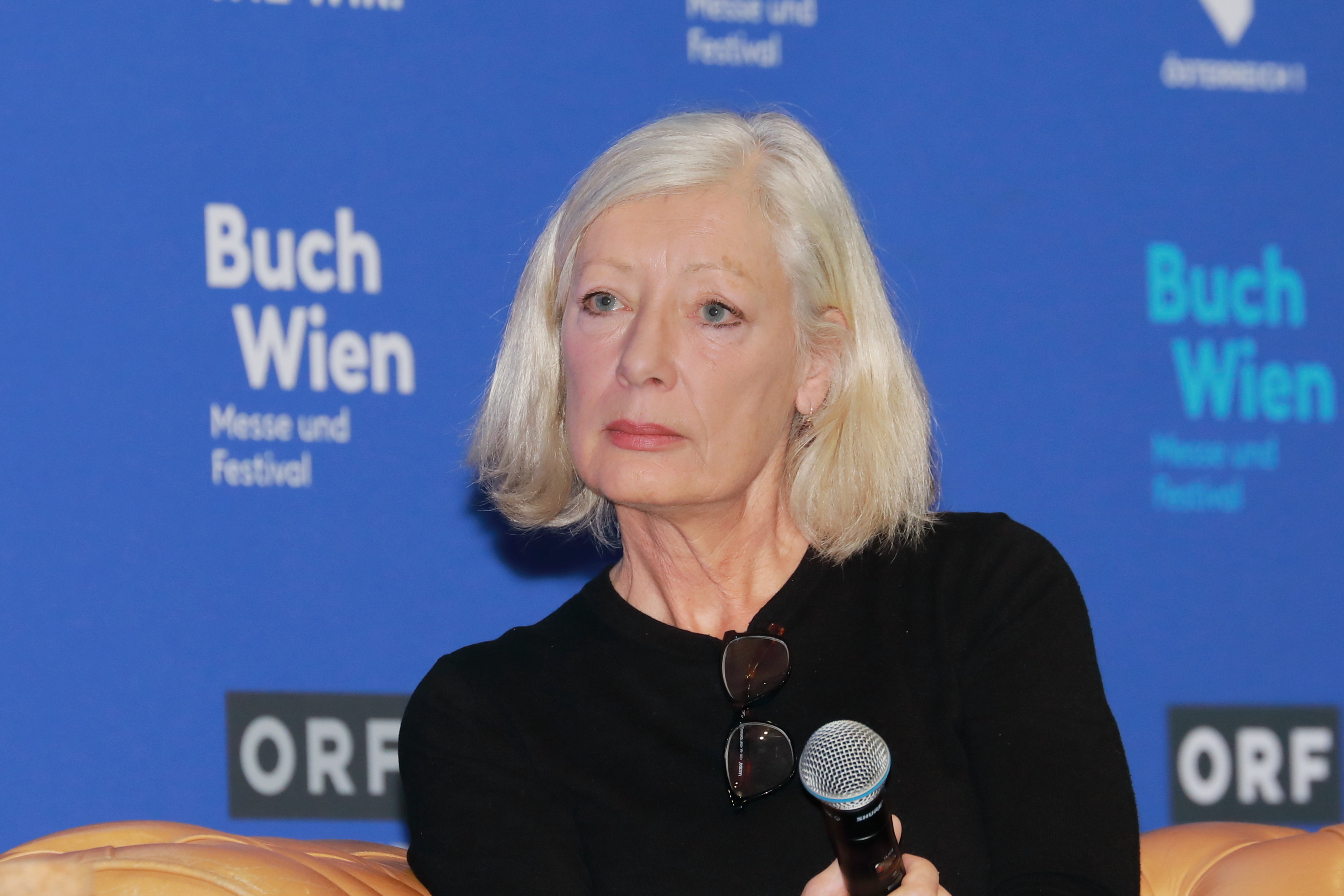
Cathrin Kahlweit

Cathrin Kahlweit (* 11. Oktober 1959 in Göttingen) ist eine deutsche Journalistin und Publizistin.

## Ausbildung und Berufsweg
Nach dem Abitur am Theodor-Heuss-Gymnasium in Göttingen studierte sie Politikwissenschaft und Russisch zunächst an der University of Oregon, dann in Tübingen und Göttingen, ergänzt durch ein Semester am Puschkin-Institut in Moskau. 1985 schloss sie das Studium mit dem Staatsexamen an der Georg-August-Universität zu Göttingen ab.
Nach einem Trainee-Programm bei der Dresdner Bank durchlief sie die Journalistenausbildung an der Henri-Nannen-Schule in Hamburg.
1989 trat sie in die Redaktion der Süddeutschen Zeitung (SZ) in München ein. Von 1994 bis 1999 war sie SZ-Korrespondentin in Frankfurt am Main. 2007 übernahm sie in Berlin die Leitung des Redaktionsteams der neuen politischen Talkshow Anne Will, kehrte aber schon 2008 zur SZ zurück.
2012 übernahm sie das Korrespondentenbüro der SZ in Wien und berichtete auch über die Entwicklungen in Ungarn und der Ukraine. 2014 berichtete sie von Schauplätzen des Kriegs im Donbass. In Kommentaren warf sie der russischen Seite vor, Aggressor in dem Konflikt zu sein. Sie sah sich deshalb nach eigenen Worten einem „Shitstorm“ ausgesetzt.
Von 2017 bis 2020 war sie Korrespondentin für das Vereinigte Königreich und Irland mit Sitz in London. Im Sommer 2020 kehrte sie nach Wien zurück, wo sie auch für den Südosten der EU zuständig war.
Mit Ende 2024 beendete sie ihre Tätigkeit für die Süddeutsche Zeitung, als Österreich-Korrespondentin folgte ihr Verena Mayer nach. Seit Februar 2025 schreibt die nun als freie Journalistin arbeitende Cathrin Kahlweit für die österreichische Wochenzeitung Falter.

## Familie
Cathrin Kahlweit ist die Tochter des Physikprofessors und SPD-Politikers Manfred Kahlweit. Sie ist mit dem Autor George Deffner verheiratet und hat drei Kinder.

## Nominierungen, Preise und Auszeichnungen
- 2006 Dietrich Oppenberg-Medienpreis[11]

- 2008 nominiert für den Theodor-Wolff-Preis für die Reportage: „Gefangen im Unaussprechlichen“[12]
- 2009 Karl-Buchrucker-Preis[13]
- 2018 nominiert für European Press Prize in der Kategorie „herausragende Berichterstattung“ für: „Geschichte ohne Ende“[14]
- 2023 auf der Short-List des Stern-Preises in der Kategorie „Geschichte des Jahres“ für: „Einmal Hölle und zurück“[15]
- 2023 nominiert für den Theodor-Wolff-Preis in der Kategorie „Thema des Jahres“ für: „Einmal Hölle und zurück“[16]
- 2023 nominiert für den European Press Prize in der Kategorie „Special Award“: „Einmal Hölle und zurück“[17]

## Bücher
- Architekten des Umbruchs: 85 Politiker des neuen Ost-Europa im Porträt. S.Fischer Verlag, Frankfurt a. M. 1993, ISBN 3-10-038502-0
- Damenwahl : Politikerinnen in Deutschland. Verlag C. H. Beck, München 1994, ISBN 3-406-37459-X
- mit Renate Künast: Träume sind mir nicht genug : was jetzt geschehen muss. Verlag Herder, Freiburg 2009, ISBN 978-3-451-30199-5
- mit George Deffner: Pubertäter : wenn Kinder schwierig und Eltern unerträglich werden. Piper Verlag, München 2011, ISBN 978-3-492-27230-8
- als Hrsg.: Jahrhundertfrauen : Ikonen - Idole - Mythen. Verlag C. H. Beck, München 1999, ISBN 3-406-42101-6
- als Hrsg.: Ein Traum von Mann : 30 Bekenntnisse. Piper Verlag, München 2004, ISBN 3-492-04568-5